# Igreja de São Salvador de Rebordões
A Igreja de São Salvador de Rebordões é uma igreja situada na freguesia de Souto de Rebordões, em Ponte de Lima.
Embora não haja certezas quanto à data de construção, é provável que o edifício primitivo tenha sido construído na passagem do século XIII para o século XIV. Na Idade Moderna foi alvo de uma intervenção profunda que mudou praticamente todos os elementos medievais à exceção das paredes laterais. Na primeira metade do século XVIII foram construídos os retábulos de talha dourada no interior da igreja. Em 1751 foram alargadas as janelas da capela-mor e substituído o portal primitivo pelo atual e deu-se nova composição à fachada principal. A atual torre sineira data de 1934, em estilo neogótico. Em 1967 foi classificada como Imóvel de Interesse Público.